# لامعيارية
اللامعيارية هي الحالة التي تقل فيها قدرة المجتمع على التوجيه الأخلاقي لأفراده. وضع المصطلح لأول مرة من قبل عالم الاجتماع إميل دوركايم، والذي وصف فيه تضاؤل التزام الناس بالمعايير إلى حدّ يتعطّل معه عملها؛ فتفضي بالمجتمع إلى الفوضى، والصراع التناحري، وارتفاع معدلات الجريمة والانحراف والانتحار، وقد تؤدّي إلى التفسّخ والانحلال.

## اقرأ أيضاً
- متلازمة الايمان بالذات
- علم الاجتماع
- معيار اجتماعي
- عرف